# Eparchia di Železnogorsk

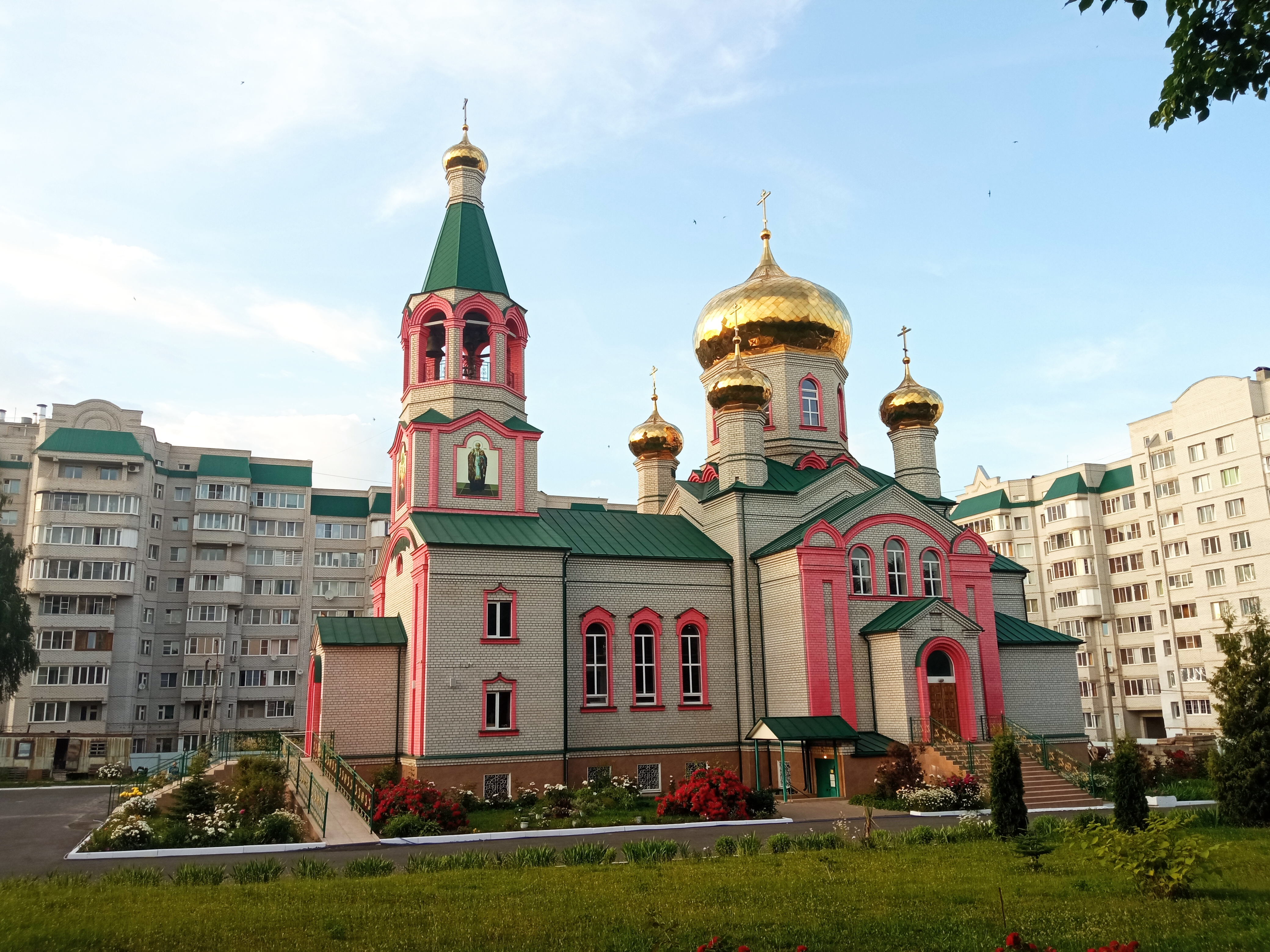
La cattedrale della Santissima Trinità di Železnogorsk.

L'eparchia di Železnogorsk (in russo Железногорская епархия?) è una diocesi della Chiesa ortodossa russa, appartenente alla metropolia di Kursk.

## Territorio
L'eparchia comprende la città di Železnogorsk e i rajon Dmitrievskij, Železnogorskij, Konyšëvskij, L'govskij, Fatežskij e Chomutovskij della oblast' di Kursk nel circondario federale centrale.
Sede eparchiale è la città di Železnogorsk, dove si trova la cattedrale della Santissima Trinità.
L'eparca ha il titolo ufficiale di «vescovo di Železnogorsk e di L'gov».

## Storia
L'eparchia è stata eretta dal Santo Sinodo della Chiesa ortodossa russa il 26 luglio 2012, ricavandone il territorio dall'eparchia di Kursk.